# Nykøbing Sjælland
|  | Der er også andre byer med navnet Nykøbing eller Nyköping |
Nykøbing Sjælland er en by på Nordvestsjælland i det nordlige Odsherred ved Isefjorden. Den er købstad, men har ikke længere nogen betydelig handelshavn. Byen har 5.015 indbyggere  (2024) og ligger i Odsherred Kommune, Region Sjælland. I sommerhalvåret bærer byens liv i høj grad præg af de mange turister, der gæster områdets feriehuse og badestrande. Den er handelsby for et stort sommerhusområde.

## Historie

### Oprindelse
Nykøbing nævnes tidligt blandt Sjællands købstæder. Byen har vistnok fra først af ligget nordligere i den del, som senere kaldtes Nørrefjerding, og som var beliggende omkring kirken. Senere udvidede den sig ned mod bugten, og den østlige del omkring Strandstræde, der vistnok i sin tid har ført ned til udskibningsstedet, har været den egentlige by.

### Middelalderen
I middelalderen har fiskeriet utvivlsomt været byens hovednæring, især har sildefiskeriet været betydeligt, hvad der blandt andet fremgår af, at der af hvert fartøj, som fiskede, skulle gives i afgift 1 tønde sild. Senere, da fiskeriet aftog og landhandelen blev byens hovednæring, har bebyggelsen mod vest gået for sig. I 1290 blev den med andre stæder ved Isefjorden plyndret og afbrændt af Marsk Stigs tilhængere. I 1370 blev byen inklusiv omliggende jorde pantsat til Roskilde Bispestol, hvorfra dog dronning Margrethe indløste den. Hvornår den har fået købstadsrettigheder, vides ikke; men dens privilegier blev bekræftede af Christoffer af Bayern i 1443 og senere af andre, blandt andre Frederik II i 1570.

### Renæssancen
Den 7. september 1553 fik borgmester og rådmænd i Nykøbing kongens tilladelse til at bruge den øde by Torups jorder ("Thorsjorderne") mod at yde på Kalundborg Slot hvert andet år 1 læst byg, hvert andet år ½ læst korn. Senere lagdes disse jorder ind under herregården Drosselholm). I 1591 fik byen en latinskole, som en tid havde sit lokale i en bygning ved kirken, indtil den ophævedes i 1740 og afløstes af en dansk skole. Under den Nordiske Syvårskrig stod købstaden ved en udskrivning i 1565 blandt de mindste byer på Sjælland.

### Under enevælden
I 1672 havde købstaden 463 indbyggere, men i 1740 var tallet sunket til 350, og i 1774 ejede byen ikke eet fartøj. I slutningen af det 18. århundrede hævede byen sig noget, dels ved handel på Norge, dels ved det odsherredske godses udskiftning. I 1787 havde købstaden 532 indbyggere. Men snart gik det atter tilbage for byen, og i 1832 havde den igen ingen skibe. Folketallet er dog steget ret betydeligt i anden halvdel af 1800-tallet.
Byens havn var en god naturlig havn, men først ved midten af det 19. århundrede blev der gjort noget for den, ja der var tidligere egentlig ikke nogen; ved 1830 var der ikke engang en skibsbro (der fandtes dog levninger af en bro fra tidligere tid); tømmeret måtte flådes, og varerne bragtes i land i både.

### Den tidlige industrialisering
I 1868 blev Nykøbing Sjællands Tinghus opført på Holtets Plads tæt ved kirken og bygningen kom ligeledes til at tjene som råd- og arresthus. Siden 1991 har bygningen været fredet.
I byen afholdtes årlig 14 markeder, nemlig den anden onsdag i hver måned (kreaturer) og 1 i månederne juni og oktober (krammarkeder).
Af fabrikker og industrielle anlæg havde byen i midten af 1800-tallet: 8 brændevinsbrænderier, 1 kalkbrænderi 2 garverier og 2 vind-melmøller.
Af fabrikker og industrier havde Nykøbing i 1872: 4 brændevinsbrænderier, 1 saltraffinaderi, 1 kalkbrænderi, 1 jernstøberi, 2 ølbryggerier, 1 tobaksfabrik, 1 bogtrykkeri, 2 garverier og 2 vind-melmøller. Af fabrikker og industrielle anlæg havde byen ved århundredeskiftet: 2 brændevinsbrænderier, 1 jernstøberi, 1 ølbryggeri, 1 tobaksfabrik, 2 bogtrykkerier, 1 garveri, 1 vindmølle, 1 dampmølle og 2 uldspinderier.
I Nykøbing blev udgivet 4 aviser: "Nykjøbing Avis", "Nykjøbing Posten", "Nykjøbing Dagblad" og "Nykjøbing Venstreblad".
Nykøbings befolkning var stigende i slutningen af 1800-tallet og begyndelsen af 1900-tallet: 1.282 i 1850, 1.330 i 1855, 1.384 i 1860, 1.548 i 1870, 1.737 i 1880, 1.703 i 1890, 2.000 i 1901, 1.997 i 1906 og 2.100 i 1911.
Efter næringsveje fordeltes folkemængden 1890 i følgende grupper, omfattende både forsørgere og forsørgede: 177 levede af immateriel virksomhed, 498 af håndværk og industri, 280 af handel og omsætning, 68 af søfart, 38 af fiskeri, 142 af jordbrug, 2 af gartneri, mens 374 fordeltes på andre erhverv (heraf 254 daglejere og arbejdsmænd), 75 levede af deres midler, 45 nød almisse, og 4 var i fængsel. Ifølge en opgørelse i 1906 var indbyggertallet 1.997, heraf ernærede 158 sig ved immateriel virksomhed, 289 ved landbrug, skovbrug og mejeridrift, 59 ved fiskeri, 803 ved håndværk og industri, 358 ved handel med mere, 155 ved samfærdsel, 92 var aftægtsfolk, 40 levede af offentlig understøttelse og 43 af anden eller uangiven virksomhed.

### Mellemkrigstiden
Gennem mellemkrigstiden var Nykøbings indbyggertal svagt voksende: i 1921 3.603, i 1925 3.988, i 1930 4.058, i 1935 4.224, i 1940 3.927 indbyggere. Nogen forstadsudvikling fandt ikke sted.
Ved folketællingen i 1930 havde Nykøbing 4.058 indbyggere, heraf ernærede 556 sig ved immateriel virksomhed, 1.100 ved håndværk og industri, 402 ved handel mm, 293 ved samfærdsel, 355 ved landbrug, skovbrug og fiskeri, 316 ved husgerning, 958 var ude af erhverv og 78 havde ikke oplyst indkomstkilde.

### Efterkrigstiden
Efter 2. verdenskrig fortsatte Nykøbing sin befolkningsvækst. I 1945 boede der 4.409 indbyggere i købstaden, i 1950 4.453 indbyggere, i 1955 4.728 indbyggere, i 1960 4.803 indbyggere og i 1965 5.063 indbyggere. I Højby Kommune voksede en ny forstad, Nyledsbakken, frem.
| År                     | 1945  | 1950  | 1955  | 1960  | 1965  |
| ---------------------- | ----- | ----- | ----- | ----- | ----- |
| Nykøbing købstad       | 4.409 | 4.453 | 4.728 | 4.803 | 4.999 |
| Nyledsbakken           | -     | -     | -     | 63    | 64    |
| Nykøbing med forstæder | 4.409 | 4.453 | 4.728 | 4.866 | 5.063 |

## Infrastruktur og transport
Nykøbing Sjælland Station er nordligste endestation for Odsherredsbanen, der blev anlagt i 1899. Med Lokaltog er der togforbindelse til Holbæk.
Byen har stadig en havn, men det er ikke længere en handelshavn af betydning.

## Kultur

### Attraktioner og seværdigheder
Byen har indtil flere museer. Odsherred Museum oprettet som en fusion af Odsherreds Kulturhistoriske Museum og Odsherred Kunstmuseum i 2012. Museet lå tidligere i Kirkestræde, men flyttede i 2004 til Annebjerggård hovedgård ca. to kilometer syd for byen. I 2013 blev museet slået sammen med Holbæk Museum, Kalundborg Museum, Sydvestsjællands Museum og Historiens Hus under navnet Museum Vestsjælland.
Ved siden af Odsherred Museum ligger Hempels Glasmuseum, der indeholder Nordeuropas største privatsamling af antikke glasgenstande.
Desuden fandtes Sherlock Holmes Museet med vægt på kriminallitteratur generelt. Dette er nu lukket.
Nykøbing Sj. Psykiatriske Museum blev etableret i 1988 og belyser psykiatriens historie gennem de seneste 100 år.
Egnsteatret Odsherred Teater blev grundlagt i 1996 og ligger i Algade i byen.

### Sport
Byens fodboldklub Nykøbing IF har deres bedste hold i serie 4 og spiller på Nykøbing Sjælland Stadion, hvor der er plads til 3.500 tilskuere.

## Nævneværdige bysbørn
- Richard Aschlund, søofficer
- Carl Steen Andersen Bille, journalist, politiker og embedsmand
- Morten Frost, badmintonspiller
- Hans Peter Hansen, politiker og minister
- Joakim Larsen, etatsråd og ridder af Dannebrog
- Ebbe Lundgaard, politiker og minister
- Signe Toksvig, forfatter
- Gunde Vossbein, assessor
- Ole Lemmeke, skuespiller

## Galleri
- Hovedgaden "Algade" (gågade)
- Tinghuset
- Nykøbing Sjælland Vandtårn (de) fra 1914